# Ami Aspelund
Ami Aspelund, nome d'arte di Anne-Marie Aspelund (Vaasa, 7 settembre 1953), è una cantante finlandese.
Sorella minore di Monica Aspelund, Ami nel 1983 ha rappresentato la Finlandia all'Eurovision con la canzone Fantasiaa.

## Discografia
- Ami (1974)
- Credo - minä uskon (1975)
- Karibu (1975)
- Yön jälkeen (1976)
- Cascade (1976)
- Fågel blå (1978)
- Sinilintu (1978)
- Tänään huipulla (1982)
- Fantasy dream (1983)
- Framtidens skugga (1983)
- Fenor och vingar (1986)
- Rio Herne (1994)
- Sylvian paluu (1997)
- Sylvias återkomst (1996)
- 20 suosikkia tänään huipulla (2000)
- Ami Live! (2005)
- Pärlor (2005)
- På resa! (2008)